# Hemiteles phloeas
Hemiteles phloeas är en stekelart som beskrevs av Heinrich Boie 1855. Hemiteles phloeas ingår i släktet Hemiteles och familjen brokparasitsteklar. Inga underarter finns listade i Catalogue of Life.